# فرانکفورتر کروز
فرانکفورتر کروز بخشی از شبکه اتوبان‌های آلمان است که در فرانکفورت، ایالت هسن واقع شده. فرانکفورتر کروز محل تقاطع بزرگ‌راه‌های A۳ و A۵ است.

## نگارخانه

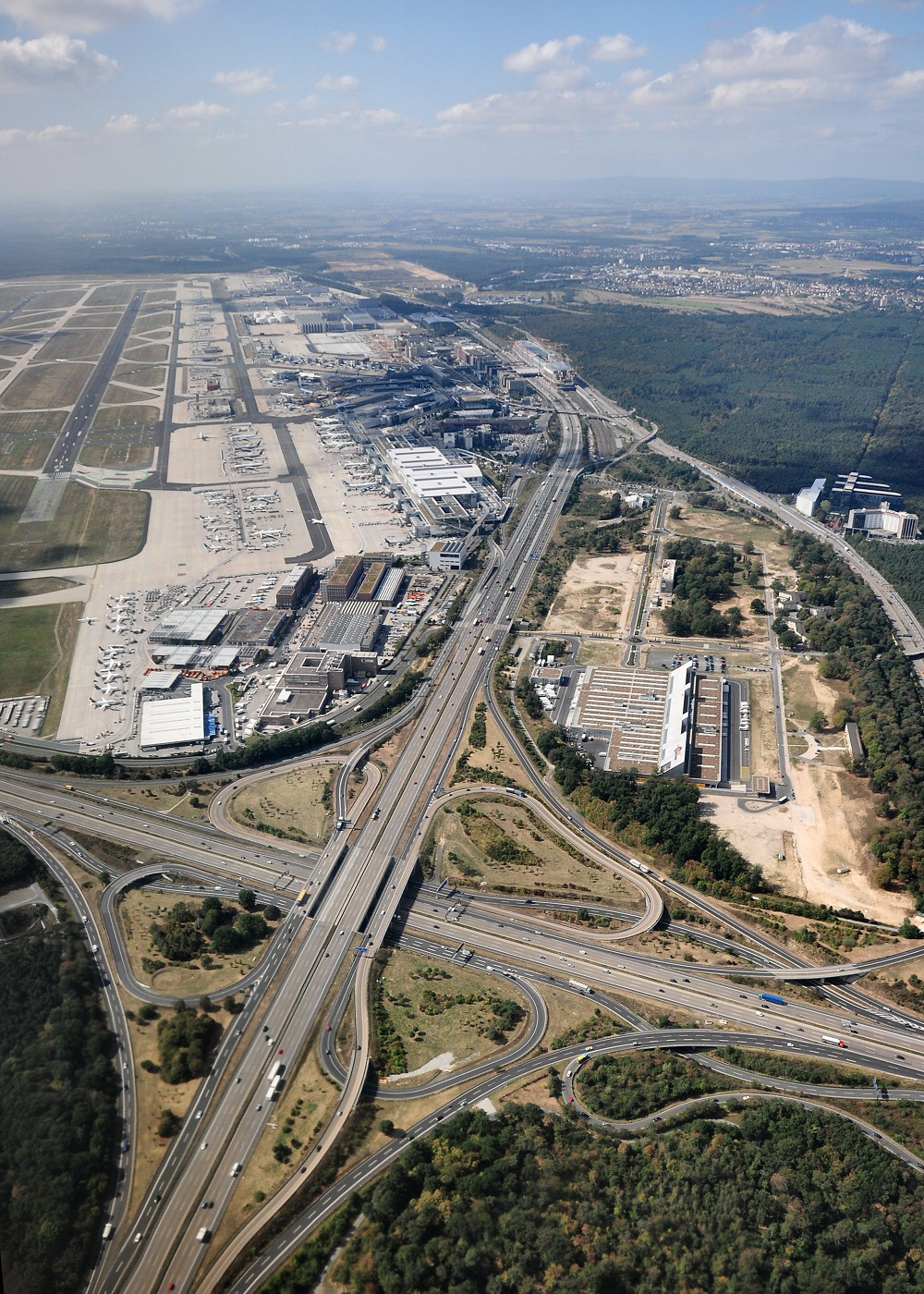
Frankfurter Kreuz intersection between autobahn A3 and A5 seen from a Lufthansa B737
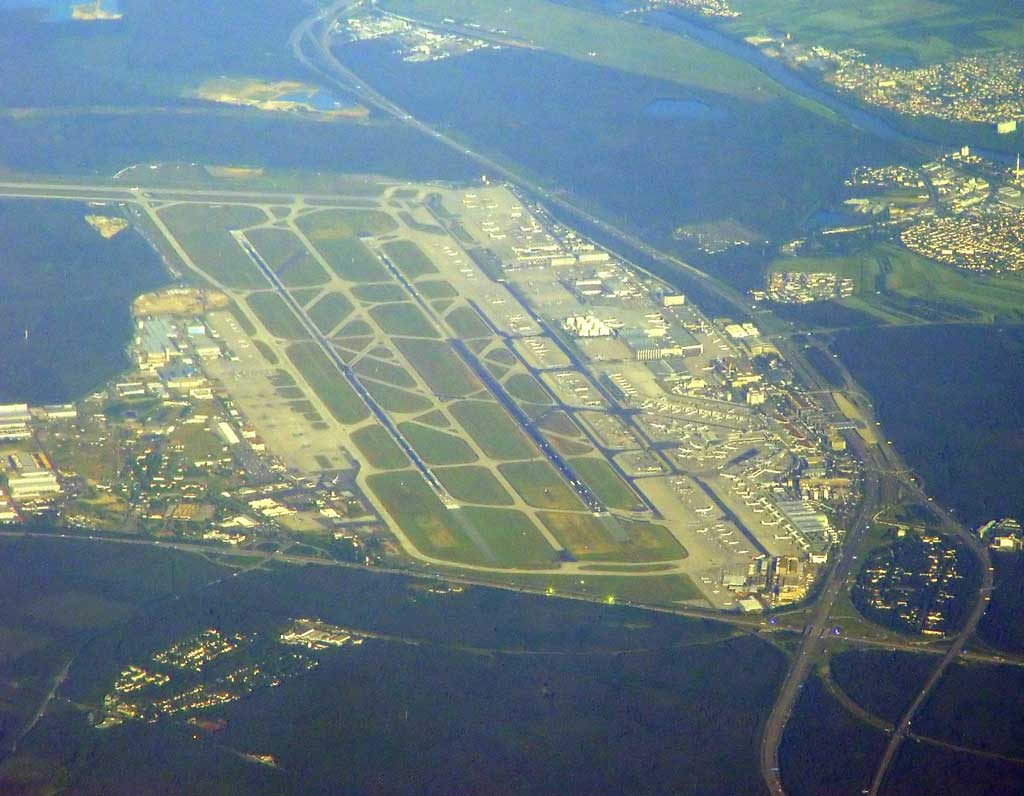
نمای هوایی، بزرگراه A3 در حالت عمودی و بزرگراه A5 در حالت افقی قرار گرفته.
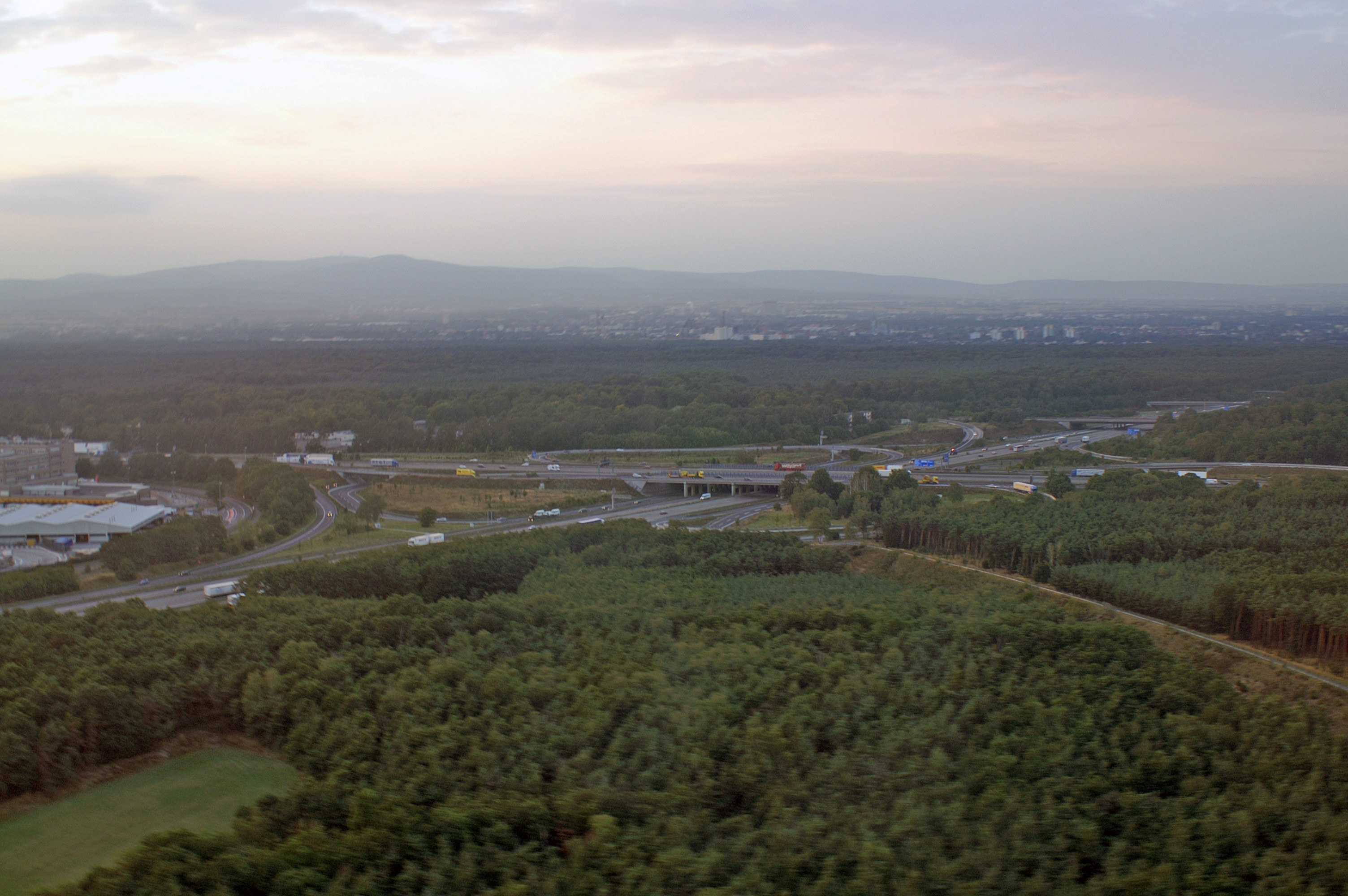
نمای هوایی، بزرگراه A5 در حالت عمودی و بزرگراه A3 در حالت افقی قرار گرفته.